# Courantyne
Courantyne (anglicky Courantyne River, nizozemsky Corantijn) je řeka v Jižní Americe, převážně tvoří státní hranici mezi Surinamem a Guyanou. Je dlouhá 700 km.

## Průběh toku
Pramení na východě Guyanské vysočiny a stéká z jejich severních svahů. Na dolním toku protéká tropickým deštným lesem přes Guyanskou nížinu. Ústí do Atlantského oceánu, přičemž vytváří estuár. Na řece se nachází velmi mnoho peřejí, s výjimkou dolního toku.

## Vodní stav
Řeku charakterizuje tropický dešťový odtokový režim. Má velké množství vody po celý rok.

## Využití
Na dolním toku je možná vodní doprava pro velké lodě do vzdálenosti 70 km od ústí k městu Oreal.